# Шамеєво
Шаме́єво (рос. Шамеево, башк. Шәмәй) — присілок у складі Благоварського району Башкортостану, Росія. Входить до складу Удрякбашівської сільської ради.
Населення — 87 осіб (2010; 94 в 2002).
Національний склад:
- башкири — 88 %